# Jacques Joseph Bollinger
 (octobre 2014).
Pour les articles homonymes, voir Bollinger.
Joseph Jacob Bollinger, dit Jacques Joseph Bollinger, né le 5 octobre 1803 à Ellwangen et mort le 25 décembre 1884 à Ay, est l'un des fondateurs du Champagne Bollinger.

## Biographie
Né le 5 octobre 1803 à Ellwangen, dans le duché de Wurtemberg, de Joseph Bollinger et de Johana Népomucène Bauer de Breitenfeld, Bollinger est un voyageur ayant quitté son Allemagne natale pour se former au commerce des vins de Champagne. Il travaille un temps pour la maison Muller-Ruinart.
Il fonde la maison de champagne Bollinger en 1829, avec Athanase de Villermont et Paul Renaudin.
En 1837, il épouse Charlotte de Villermont, fille de l'amiral Athanase de Villermont. De cette union naîtront quatre enfants, Marie (1838-1915), Henriette (1840), Joseph (1844-1899) et Georges (1854-1918). Ses deux fils reprendront la direction de la maison de champagne, quant à ses filles, Marie épousera Jules Moret de Rocheprise et Henriette épousera le baron Charles Henri Vogel de Schreiber.
Il est naturalisé citoyen français en 1846.
Il est décédé en 1884 à Ay dans la Marne.

## Sources
- Corinne Tissier-de La Rocque, Jean-Pierre de La Rocque, Guerre et paix dans le vignoble, Solar, 2009
- Jean Watin-Augouard, Marques de luxe françaises, 2009